# خربة غزالة
خربة غزالة (بالإنكليزيّة: Khirbet Ghazalah أو Khirbet Ghazaleh)، هي ناحية تقع في الجهة الشمالية الشرقية من مركز محافظة درعا في سورية على بعد حوالي 20 كم من مركز المحافظة وحوالي 90 كم عن العاصمة دمشق جنوبًا، في سهل خصب في الشمال الشرقي من محافظة درعا، وهي مركز ناحية يحدها من الشمال قرية نامر ومن الغرب داعل وعَتَمان ومن الجنوب الغارية الغربية والشرقية والنعيمة ومن الشرق الكرك وَعِلما. تقع على الأُتستراد الدوليّ الواصل بين دمشق وَعَمّان. يبلغ عدد سكان الناحية حوالي 27,000 نسمة. كانت في الماضي أيام الدولة العثمانية مركز منطقة حوران لتسويق الحبوب نظرا لوجود مركز محطة قطار الحجاز فيها.
كما أنها تشتهر بالزراعة وخصوصا القمح والحبوب والخضراوات والأشجار المثمرة كالزيتون والكرمة.
تحتوي البلدة على آثار تاريخية قديمة مهملة من قبل الجهات المعنية على الرغم من وجود معالم واضحة من أيام الرومان والبيزنطيين
وهذه المعالم كان يسكنها بالعصر الحديث أهل البلدة وسميت على إسم كل عائلة كانت تسكن في هذه المعالم
مثل
دار النقاوة كان يسكنها آل النقاوة
دار الشيوخ كان يسكنها آل الزعبية
دار البديوي كان يسكنها آل البديوي
لكن كما ذكرنا سابقا أن هذه الدور اللتي كان يسكنها أهل البلدة هي بالأصل معالم أثرية بيزنطية ورومانية
)آل للمصري بحر وابو بحر واسندماعيل وإخوانه

## معالم أثرية
يوجد في الناحية الكثير من الآثار الرومانية المهمة المنتشرة في المنطقة والكثير من البيوت الأثرية مثل دار الشيوخ الزعبية التي هي بالاصل قلعة بيزنطية ودار ال بديوي التي تعرف ب (الحجية) ودار العمور القديمة حيث توجد فيها الكثير من النقوش والقناطر الرومانية القديمة وغير ذلك.
وللاسف تم تدمير وتخريب أهم اثار البلدة ومن الاثار المدمرة البئر الرومانية الغدير والقنوات الرومانية القادمة من جهير البلدة وهو عبارة عن بحيرة صغيرة اثرية تتفرع منه القنوات المكشوفة المغطاة لتوصل المياه لكل البلدة القديمة وأيضا هدم الجامع العمري الكبير اللذي حل محله جامع من الاسمنت ولم ينج منه الا المئذنة وهي اساسا ليست الاصلية بل بنيت في بداية القرن التاسع عشر بمجهودات الاهالي.

## التنظيم الإداري

ناحية خربة غزالة.

تمتاز الناحية بالتنظيم الجيد والذي يعود إلى فترة الانتداب الفرنسي على سوريا، وعلى الرغم من أنها ناحية إلا أنها تتمتع بتوفر كامل الخدمات فيها، من خدمات صحية وتعليمية ومواصلات واتصالات ومرافق عامة ومنشآت تجارية وصناعية، ويتبع لها من الناحية الإدارية قرى الغارية الغربية والغارية الشرقية والكتيبة وبلدة علما.
يمر من أراضي الناحية وادي الذهب الذي يمر أيضًا ببلدة الغارية الشرقية المجاورة؛ وهي بلدة جميلة ذات طابع معماري حديث ويبلغ سكانها ما يزيد عن 20000 نسمة ويتغذى هذا الوادي بالمياه من سفوح جبل العرب ويقع في الجهة الجنوبية من أراضي الناحية، وهناك وادٍ آخر هو وادي الدجاج (يدعى باللهجة المحليَّة: وادي الجاج) ويمر في الجهة الشمالية من أراضي البلدة مُخترقًا بلدة الكتيبة الملتصقة بها والتابعة إداريًّا إليها.

## محطّات تاريخيّة

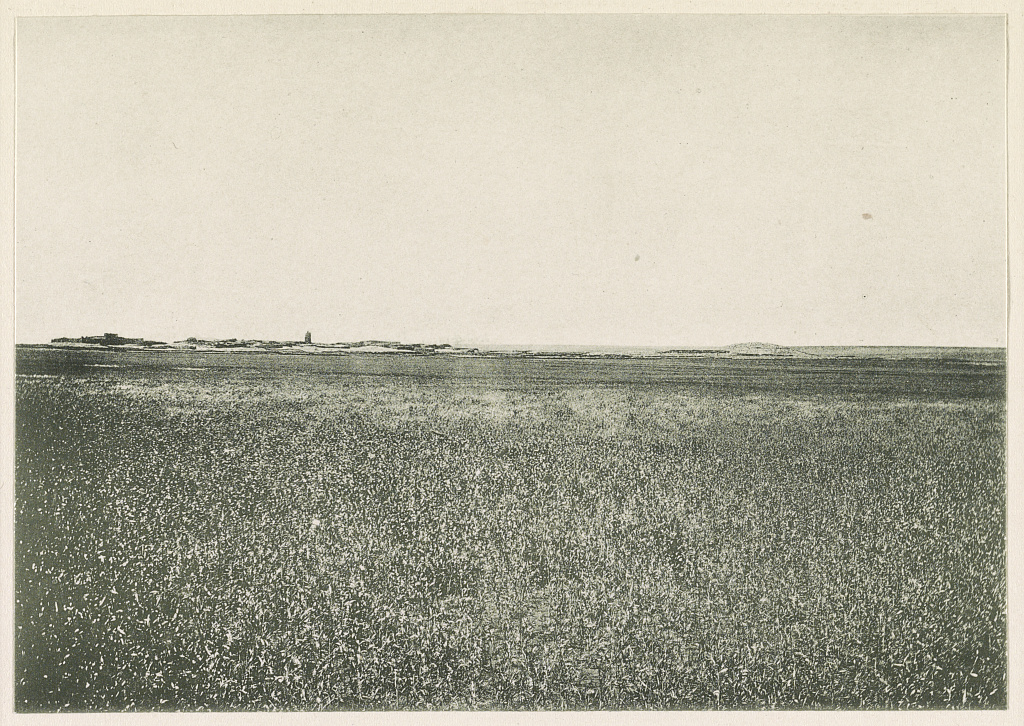
منظر خارجي لبلدة خربة غزالة في عام 1916م.

في عام 1596، وُجد في السجلّات العثمانيّة تحت مُسمّى «كُتيبة تامر»، الَّتي تتبع ناحية بني مالك الأسرف، في منطقة حوران. أنّ سكّانُها بالكامل مُسلمين، وتتألّف من 29 أسرة و12 عازبًا. ودفعوا ضريبة ثابتة بنسبة 40℅ من المحاصيل الزراعيّة، بما في ذلك القمح والشعير والمحاصيل الصيفية والماعز وخلايا النحل؛ بمجموع 12,700 آقجة. ويذهب ثُلثَي الدخل إلى الوقف.
ولوحظ في عام 1838 أنَّ سُكّانَها مايزالون مُسلمين. ومايزالون مُسلمين في وقتنا الحاضر.

### الانتداب الفرنسي
بتاريخ 25 مارس سنة 1920 وفي عَهد الملك فيصل عُهِدَ إلى أبي الخير الجندي بمتصرفية حوران، وكان آنئذ يطلق على المحافظة اسم «متصرفيّة» بموجب التشكيلات الإدارية، وفي عهده وقعت حادثة خربة غزالة المروعة، التاريخية البارزة التي قتل فيها علاء الدين الدروبي رئيس مجلس الوزراء، وعبد الرحمن باشا اليوسف رئيس مجلس الشورى.
فعقب الاحتلال الفرنسي لسورية أرسلت السلطة المنتدبة قوة رمزية مؤلفة من عشرين جندياً من السنغال إلى حوران فمانع الحوارنة مجيء هذه القوة وأجبروها على العودة في القطار إلى دمشق.
اهتم الفرنسيون لهذا التحدي الذي يحول دون توطيد كيانهم الاستعماري في تلك المنطقة، ورأى علاء الدين الدروبي رئيس مجلس الوزراء أن يقوم بزيارة حوران لتهدئة الخواطر، ولإقناع زعماء حوران بتلبية دعوة الجنرال غورو الموجهة إلى شيوخ حوران، للبحث معهم بشأن الغرامات التي فرضها الفرنسيون على منطقتهم، والاتفاق معهم على كيفية الدفع فأبوا الحضور، وكان الوفد يتألف من رئيس الوزراء يرافقه في هذه الرحلة عبد الرحمن باشا اليوسف رئيس مجلس الشورى نظراً لما كان يظنه نفوذاً على الحوارنة بالنسبة لصلات المودة بينه وبين السيد فارس الزعبي أحد زعماء الحوارنة والسيد عطا الأيوبي وزير الداخلية، والشيخ عبد القادر الخطيب، والسيد أحمد الخاني مرافق رئيس الدولة والسيد منير بدر خان.
ويقول المتصرف الجندي في مذكراته أنه لما اتصل به خبر هذه الزيارة، أبرق إلى وزير الداخلية يعلمه بأن الشعب الحوراني في هياج، وأن الوضع الراهن يستوجب تأجيل الزيارة ريثما تهدأ الحالة، ولما علم بإصرار رجال الحكومة على المجيء عززها ببرقية ثانية أبان فيها خطورة الحالة، والعدول عن الزيارة مؤقتاً، فالبرقية الأولى وصلت إلى وزير الداخلية والثانية لأمر ما... تأخر تسليمها دقائق معدودات كان خلالها رجال الحكومة المشار إليهم قد ركبوا القطار بطريقهم إلى درعا.
أما الحوارنة في درعا فقد ثاروا على الحكومة، وامتطى فرسانهم الخيول وصاروا يطلقون النار إرهاباً، فهرب الموظفون، وبقي المتصرف يجابه الموقف بمؤازرة الشهيد زكي الحلبي قائد الدرك إذ ذاك ولكن الهياج بلغ منتهاه، وانتشرت إشاعة بين أهالي المنطقة سارت كالهشيم، بأن رجال الحكومة يحملون صناديق الذهب، وسيوزعونه على زعماء العشائر وانتشرت هذه الفكرة بين العوام، فبت الرأي بوجوب قطع الطريق على رجال الحكومة في محطة خربة غزالة ومنعهم من الوصول مهما كانت الصفة التي أتوا بها أو الأموال التي حملوها.
فلما وصل القطار الذي يقل رجال الحكومة هاجمه الحوارنة وكان أول من مزق جسمه رصاص الثوار السيد علاء الدين الدروبي رئيس مجلس الوزراء، وعبد الرحمن باشا اليوسف رئيس مجلس الشورى.
ولقد اتخذت الحكومة أثر ذلك عدد من الإجراءات فجمعت من الحوارنة أموالاً طائلة ووزعتها على الأشخاص المنكوبين، وعوضت بمبلغ عشرة آلاف ليرة ذهبية لكل من ورثة المقتولين، و2500 ليرة ذهبية دية المقتول عبد الهادي من نابلس و500 ليرة ذهبية عن كل جندي مقتول، وفرضت مبلغ مائة ألف ليرة ذهبية غرامة حربية وبتاريخ 20 أيلول سنة 1920 أعدم في المرج الأخضر بدمشق محمد يوسف الحريري وطالب عيسى الحريري من قرية علما وفر قاسم الداغر واثنان من أبناء عمه

### الحرب الأهلية السورية
في 18 مارس 2012، قام عناصر من الجيش السوري الحر بتفجير جسر من الجهة الغربيّة لخربة غزالة بهدف منع إمدادات ودبّابات الجيش السوري النظاميّ من الوصول إلى المنطقة. أفادت وكالة سانا التابعة للحكومة بأنّ أضرار تفجير الجسر تفوق 5 ملايين دولار.
وقد هجر أهالي البلدة قسريا في شهر أيار وبالتحديد بتاريخ 12/5/2013 ظهراً إثر المعركة الشهيرة التي أطلق عليها اسم «معركة جسر حوران» الَّتي بدأت في 8-3-2013، حيث تقدمت قوات الجيش السوري بشكل كبير ومفاجئ حتى سيطروا على النصف الشمالي من بلدة خربة غزلة والتي تدعى قرية الكتيبة.
وفور وصولهم إلى وسط البلدة بدأت قوات النظام بحرق منازل المدنيين بالتزامن مع قصف عنيف جدا بالدبابات على الحي الشرقي.
حيث دمر الجيش النظامي أجزاء كبيرة من البلدة وبعد سيطرتهم الكاملة عليها بتاريخ 12/5/2013 قاموا بسرقة كافة بيوت الأهالي وحرق وتدمير الكثير منها.

#### العودة بعد التهجير
في 9 يوليو/تموز 2018 سمحت القوات الحكوميَّة التَّابعة للجيش بدخول أهالي البلدة شريطة دفعهم مبلغًا من المال لقاء الدخول لثلاث ساعاتٍ فقط، وفي 18 يوليو/تموز 2018 سمحت بدخول الأهالي للبلدة مُجدَّدًا لكن دون شرط دفع المال، ولقد وجد الأهالي بيوتهم إمَّا مُهَدَّمة أو مَسروقة عن بكرة أبيها ومحروقة والشَّوك والأعشاب تملأ الطُّرقات وبعض البيوت إضافة لتهديم المَحال والمُنشآت الصِّناعيَّة والزِّراعيَّة بعد سرقتها وحرق المَزارِع ومَداجِن تربية الدجاج وحضائر تربية الأبقار والأغنام والماعِز. وذلك علمًا بأنَّه قد أعاد فرع «الأمن العسكريّ» التابع للنظام السوري فَتح ملف عودة مُهَجَّري خربة غزالة في ريف درعا مجددًا، بعد أسبوعين من تعيين العميد لؤي العلي رئيسًا جديدًا للفرع بدلًا من الرئيس السابق وفيق ناصر، وذلك بعد فشل الملف لمرتين سابقتين في عهد وفيق الناصر. وفي التفاصيل، اجتمع وفد ممثل للنظام السوري مع عدد من أهالي البلدة وقدم لهم ضمانات للعودة وإعادة تأهيل المرافق الأساسية فيها مؤكِّدًا لهم عدم انسحاب قوات الأسد وتمركزها في محيط البلدة فقط، بينما يتولى «الأمن العسكري» الحواجز داخل البلدة، بالإضافة لإنشاء لجنة اتصال مباشر بين ممثلين عن عشائر البلدة و«الأمن العسكري» بهدف متابعة القضايا بين الطرفين.

#### إحصاءات
تشير إحصائيات المجلس المحلي لخربة غزالة في 2016، إلى وجود أكثر من 170 يتيماً من أبناء بلدة خربة غزالة ما يزالون داخل الأراضي السورية، منهم نحو 50 يتيماً غيّب الموت آباءهم بأسباب طبيعية، فيما فقد 120 يتيماً منهم آباءهم جراء الحرب الدائرة في سورية.